# Bellver de Cerdanya
Bellver de Cerdanya – gmina w Hiszpanii,  w Katalonii, w prowincji Lleida, w comarce Baixa Cerdanya.
Zgodnie z danymi INE z 2005 roku, gminę zamieszkiwało 1809 osób. Powierzchnia gminy to 98,14 km². Wysokość bezwzględna wynosi 1061 metrów. Współrzędne geograficzne gminy to 42°22'21"N 1°46'38"E. Numer kierunkowy do gminy to +34, a tablice rejestracyjne rozpoczynają się od litery L, jak w całej prowincji.

## Dynamika populacji
- 1991 – 1549
- 1996 – 1535
- 2001 – 1614
- 2004 – 1738

## Skład gminy
W skład gminy wchodzi 19 miejscowości, z czego jedna z nich to miejscowość gminna o takiej samej nazwie. Miejscowości wraz z liczbą ludności w każdej z nich:
- Baltarga – 38
- Beders – 14
- Bellver de Cerdanya – 1314
- Bor – 94
- Coborriu de Bellver – 20
- Cortàs – 18
- Éller – 15
- Nas – 17
- Olià – 16
- Ordèn – 10
- Pedra – 13
- Pi – 84
- Riu de Santa Maria – 95
- Sant Martí dels Castells – brak ludności
- Santa Eugènia de Nerellà – 11
- Santa Magdalena de Talló – 7
- Talló – 31
- Talltendre – 5
- Vilella – 7